# 鳴海杏子
鳴海杏子（1986年3月13日—）是日本的女性聲優，東京都出身。血型A型。舊藝名為杏花。

## 人物
高中畢業後從事化妝品的販售，之後被工作上認識的EARTH STAR Entertainment社長看中而進入聲優業界。後來進入松濤Actors Gymnasium就讀。
2011年在NHK教育電視台播出的動畫飾演《花樣河童》中的庫培一角為聲優出道作。2012年在庭球社飾演高宮茄乃一角為正式演出主要角色的作品。
2016年3月31日退出EARTH STAR Entertainment，並恢復自由身。

## 演出作品
※粗體字為主要角色。

### 電視動畫
2011年
- 花樣河童（庫培[5]）

2012年
- 大尾小岡（小孩草原犬鼠）
- 戰國Collection（舞者）
- 庭球社（高宮茄乃[7]）
- 蒼藍世界的中心（水晶）

2013年
- 前進吧！登山少女（同學女子B、母親、登山家B）
- AMNESIA（Ikki的愛好者1）
- 開漫－啦！（矇眼貂、巫女、廣播、女僕店長）
- 樂高戰隊 動物戰士的傳說（艾倫、古魯娜）
- 血型小將ABO（旁白）
- 兄弟鬥爭（觀眾A、女學生C）
- 庭球社 第2期（高宮茄乃[8]）
- 我要成為世界最強偶像（豐田美[9]）
- 庭球社 第3期（高宮茄乃、大嬸B）

2014年
- 信長之槍（瑪莉亞·威廉斯、同學）
- pupa（瑪莉亞[10]）
- 樂高戰隊 動物戰士的傳說 第二期（史賓琳）
- 樂高戰隊 動物戰士的傳說 第三期（布姆布姆）
- 前進吧！登山少女 第二季（子、同學A、園兒A、女性店員、山小屋的人、女性A、學生A、廣播、男孩子、女性、登山客B）

2015年
- 血型小將ABO 2（旁白[11]、看護師、女性教師）
- 庭球社 第4期（高宮茄乃[12]）
- 我是高宮茄乃！（高宮茄乃[13]）
- 庭球社 第5期（高宮茄乃[14]）
- 百萬偶像（葵（麻理子母））
- 庭球社 第6期（高宮茄乃[15]）
- 血型小將ABO 3（旁白[16]）

2016年
- 庭球社 第7期（高宮茄乃[17]）
- 血型小將ABO 4（旁白[18]、女型、受付型）
- 兔龜（高宮茄乃[19]）
- ReLIFE（女子B、女學生、計測員B）
- 庭球社 第8期（高宮茄乃）
- 動畫鍛鍊！XX（女客人〈車內〉、紫苑的母親）

### OVA
2018年
- ReLIFE "完結篇"（女子B）

### 遊戲
2013年
- CROSS TRIBE（支倉響香）

2015年
- 幻獸契約Cryptract-（古蕾絲[20]）

2016年
- MONOTO-SITUATION : LUCID AND DAYDREAM（朝宮椿[21]）

2017年
- 戰場的雙馬尾（哥德蕾娜[22]、海森）
- 遙遠異鄉Granvilier（貝爾貝特）

### 柏青哥
- CR我要成為世界最強偶像（豐田美[23]）

### 廣播劇CD
- water cube（服屋店員）
- 虹色七重奏（女性MC）
- 東京自行車少女。（日语：東京自転車少女。）（家庭餐廳店員）
- 我要成為世界最強偶像（豐田美咲）

### 有聲劇場
- [24]
- 京都多種族安全機構（伊都那）

### 外語配音
※作品依英文名稱及英文原名排序。

#### 電影
- 好孕提早來（英语：A Happy Event）
- 刺客學妹（Victoria Knox〈Jessica Alba 飾演〉[25]）
- 烈血風雲（英语：Blood Ties (2013 film)）（Natalie〈Mila Kunis 飾演〉）
- 絕殺交叉點（英语：Collision (2013 film)）
- 夜願夢想國（英语：Imaginaerum (film)）（7歲時的Gem Whitman[26]）
- 泥土（May Pearl〈Bonnie Sturdivant 飾演〉）
- 神鬼廚師（英语：Odd Thomas (film)）（Lysette〈Melissa Ordway 飾演〉、Nell〈Nell Murphy 飾演〉）[27]
- 沒有痛感的小孩（英语：Painless (film)）
- 當鋪瘋雲（英语：Pawn Shop Chronicles）（Theresa〈Ashlee Simpson 飾演〉[27]）
- 壽司女郎（英语：Sushi Girl）
- 你想我殺了他嗎？（德语：Uwantme2killhim?）（Zoey〈Amy Wren 飾演〉）

### 旁白
- Comic Earth Star的廣告
- Stardom場內旁白（不定期）

其它還有擔當EARTH STAR Entertainment的廣告旁白工作。

### 廣播節目
- 秋葉原系BB頻道『？』（2012年2月2日－2015年11月20日）
- 大阪電台（日语：1314 V-STATION）（2014年12月19日）
- A&G ARTIST ZONE EARTH STAR DREAM之THE CATCH（日语：A&G ARTIST ZONE THE CATCH）（2015年4月6日－6月29日）月1嘉賓

### 電影
- 粉紅天空（日语：ももいろそらを）

### 電視節目
- Samurai TV “速報！Battle☆Men（日语：速報!バトル☆メン）（2011年－2012年）
- EARTH STAR DREAM『國民聲優偶像組合 初次上陣！』（日语：AKIBAカルチャーズ劇場）（2015年1月7日－3月18日）

### 網路放送
- ☆（2011年2月24日－3月2日）[28]
- 秋葉原系BB頻道『一條和矢企劃製作 A-Komi☆Project』（2011年7月15日－2011年）

### 舞台
- 舞台版庭球社 ～～（2015年7月29日－8月2日）－扮演高宮茄乃

## 音樂作品

### 單曲
| 枚  | 發售日         | 標題            | 規格編號                          | 最高位 |
| --- | -------------- | --------------- | --------------------------------- | ------ |
| 1st | 2013年11月6日  |                 | ESER-5（通常盤） ESER-6（動畫盤） | 115位  |
| 2nd | 2014年8月22日  |                 | ESER-12                           |        |
| 3rd | 2014年12月17日 | Cocoiro Rainbow | ESER-15                           | 57位   |
| 4th | 2016年2月24日  |                 | ESER-36                           | 19位   |

### 商業搭配
| 樂曲            | 商業搭配                                      | 時期   |
| --------------- | --------------------------------------------- | ------ |
|                 | 電視動畫《我要成為世界最強偶像》片頭曲        | 2013年 |
|                 | 電視動畫《我要成為世界最強偶像》片尾曲        | 2013年 |
|                 | 電視動畫《庭球社 最棒的選擇》片尾曲           | 2014年 |
| Cocoiro Rainbow | 電視動畫《前進吧！登山少女 第二季》後期片尾曲 | 2014年 |
|                 | 電視動畫《血型小將ABO 4》主題曲               | 2016年 |

### 角色歌
| 發售日  | 名稱                               | 演唱名義                                                                               | 歌曲名稱             | 備註                                     |
| 2013年  | 2013年                             | 2013年                                                                                 | 2013年               | 2013年                                   |
| ------- | ---------------------------------- | -------------------------------------------------------------------------------------- | -------------------- | ---------------------------------------- |
| 8月7日  |                                    | 高宮茄乃（鳴海杏子）                                                                   | 「」                 | 電視動畫《庭球社 第2期》主題曲           |
| 2014年  |                                    |                                                                                        |                      |                                          |
| 8月22日 |                                    | 高宮茄乃（鳴海杏子）                                                                   | 「」                 | 電視動畫《庭球社 最棒的選擇》片頭曲      |
| 2015年  |                                    |                                                                                        |                      |                                          |
| 5月27日 |                                    | 高宮茄乃（鳴海杏子）                                                                   | 「」                 | 電視動畫《我是高宮茄乃》主題曲           |
| 2016年  |                                    |                                                                                        |                      |                                          |
| 2月17日 |                                    | 押本百合（渡部優衣）、新庄香苗（三森鈴子）、高宮茄乃（鳴海杏子）、板東鞠萌（花澤香菜） | 「」                 | 電視動畫《庭球社 第7期》主題曲           |
| 2017年  |                                    |                                                                                        |                      |                                          |
| 4月7日  | 我要成為世界最強偶像 主題歌&角色歌 | 豐田美（鳴海杏子）                                                                     | 「Beautiful Flower」 | 柏青哥《CR我要成為世界最強偶像》相關歌曲 |

## 外部連結
- BLOG「鳴海杏子的聲優道」 （页面存档备份，存于） （日語）
- 杏花的BLOG（舊BLOG） （页面存档备份，存于） （日語）
- 鳴海杏子的X（前Twitter） （日語）